# Čáry
Čáry este o comună slovacă, aflată în districtul Senica din regiunea Trnava. Localitatea se află la altitudinea de 167 m deasupra n.m., se întinde pe o suprafață de 14,94 km2 și în 2017 număra 1.309 locuitori.

## Istoric
Localitatea Čáry este atestată documentar din 1392.

## Demografie
| An:                | 1994 | 2004   | 2014   | 2024   |
| ------------------ | ---- | ------ | ------ | ------ |
| Număr de persoane: | 1184 | 1251   | 1290   | 1279   |
| Diferență:         |      | +5,65% | +3,11% | −0,85% |

| An:                | 2023 | 2024   |
| ------------------ | ---- | ------ |
| Număr de persoane: | 1277 | 1279   |
| Diferență:         |      | +0,15% |